# Orkán
Orkán je nejvyšší (dvanáctý) stupeň Beaufortovy stupnice síly větru, zapisuje se jako 12° B. Označuje vítr o rychlosti 32,7 m/s (118 km/h) a více.
Anglický ekvivalent je hurricane, který může vést k záměně s označením tropické cyklóny.[zdroj?] Výraz „orkán“ stejně jako uragán a hurikán mají původ v taínském slově huracan, tedy slově jazyka jihoamerického indiánského kmene Taínů, z nějž se do češtiny dostal přes španělské huracán, nizozemské orkaan a německé Orkan.

## Výskyty orkánu ve střední Evropě
- Daria, 26. ledna 1990 (maximální rychlost: 200 km/h)[zdroj?]
- Vichřice Vivian, 25.–27. února 1990[zdroj?]
- Wiebke, 28. února – 1. března 1990 (maximální rychlost: 285 km/h)[zdroj?]
- Vichřice Anatol, 2.–3. prosince 1999 (maximální rychlost: 183 km/h)[zdroj?]
- Lothar, 26.–27. prosince 1999 (maximální rychlost: 272 km/h)[zdroj?]
- Jeanett, 26.–27. října 2002 (maximální rychlost: 183 km/h)[zdroj?]
- Gudrun, 8.–9. ledna 2005 (maximální rychlost: 144 km/h)[zdroj?]
- Kyrill, 18. ledna 2007 (maximální rychlost: 225 km/h, v ČR až 216 km/h)[3]
- Emma, 1.–2. března 2008 (maximální rychlost: 222 km/h, v ČR až 166 km/h)  Zpráva Orkán Emma zabíjel a působil značné škody ve Wikizprávách
- 30. října 2008 (v ČR až 125,6 km/h)  Zpráva Severní Moravu zasáhl orkán ve Wikizprávách
- Xynthia, 1. března 2010 (239 km/h)[zdroj?]
- Aholming (Německo), 13. července 2011[zdroj?]
- Joachim, 16. prosince 2011 (183 km/h)[zdroj?]
- Andrea, 5. ledna 2012 (160 km/h)[zdroj?]
- Christian, 28. října 2013 (194 km/h)[zdroj?]
- Xaver, 5. prosince 2013 (maximální rychlost: 229 km/h (Skotsko)[4], v ČR až 126 km/h[5], Německo a Polsko až 140 km/h[6])
- Niklas, 29. března 2015 – 2. dubna 2015 (maximální rychlost 192 km/h, v ČR až 125 km/h)
- 17.–18. listopadu 2015 (v ČR až 198 km/h)[7]
- Ruzica, 8.–10. února 2016 (v ČR až 137 km/h)[8][9][10]
- Egon (Orkán), 12.–13. ledna 2017 (154 km/h)
- Leiv, 3.–4. února 2017 (150 km/h)[11][12][13]
- Thomas, 23. února 2017 (157 km/h, Harz Brocken, Německo[14], 212 km/h, Vysoké Tatry, Slovensko[15])
- Herwart, 28.–29. října 2017 (rychlost až 182 km/h)[16]
- Friederike, 18. ledna 2018 (až 205 km/h)[zdroj?]
- Fabbiene, 23.–24. září 2018 (až 185 km/h)[zdroj?]
- Vaia, 28.–29. října 2018 (až 190 km/h, v ČR 178 km/h)[zdroj?]
- Oskar, 30.–31. ledna 2019 (až 160 km/h)[zdroj?]
- Eberhard, 10.–11. března 2019 (až 206 km/h)[17]
- Sabine, únor 2020[18]
- Julia, 23. února 2020  (223 km/h, Sněžka, Česko)[19]